# Państwo Wielkich Mogołów
Państwo Wielkich Mogołów (pers. ‏امپراتوری گورکانی‎) – muzułmańskie państwo w północnych Indiach rządzone przez dynastię pochodzenia turecko-mongolskiego zwaną Mogołami lub Wielkimi Mogołami. Istniało od XVI do XIX wieku, a jego założycielem był Babur, władca wywodzący się ze środkowoazjatyckiej dynastii Timurydów. U szczytu potęgi (od końca XVI do początku XVIII wieku) było jednym z najpotężniejszych imperiów epoki nowożytnej.

## Historia

### Indie przed najazdem Babura
Przez cały XV wiek najpotężniejszym państwem w północnej część Indii był Sułtanat Delhijski. W centrum subkontynentu, w Dekanie istniało również kilka mniejszych sułtanatów, na południu istniało zaś kilka niezależnych państw, rządzonych przez indyjskich maharadżów. Kolejni sułtanowie delhijscy próbowali rozszerzyć swe panowanie na obszary południowe. Maharadżowie, mimo waśni i konfliktów, jednoczyli się we wrogości do agresywnego północnego sąsiada. Okazja, by się go pozbyć, nadarzyła się, gdy na terenach Afganistanu przejął władzę Babur, potomek Tamerlana i Czyngis-chana, który stał się protoplastą nowej dynastii, będącej odgałęzieniem Timurydów – dynastii Wielkich Mogołów.

### Trudne początki
Babur był dziedzicem Fergany i Samarkandy, dawnej stolicy Timura. Młodość spędził na walkach w Azji Środkowej raz po raz tracąc i odzyskując terytoria dawnego imperium swoich przodków. Gdy nie udało mu się odzyskać dziedzictwa, zwrócił uwagę na południowy wschód, gdzie do interwencji przeciw Sułtanatowi Delhijskiemu zachęcali go indyjscy maharadżowie. Babur stworzył sprawną, nowoczesną armię, składającą się głównie z konnicy, ale wyposażoną również w broń palną i artylerię. 21 kwietnia 1526 w bitwie pod Panipatem Babur pokonał stutysięczną armię sułtana delhijskiego Ibrahima Lodiego. W latach 1526–1528 dokonał podboju całego sułtanatu ustanawiając własne państwo, którego stolicą stało się Delhi.

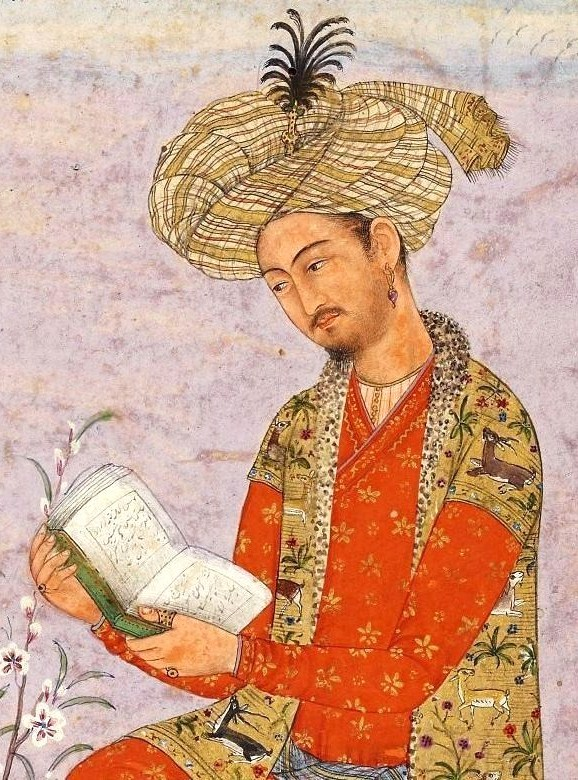
Babur, założyciel dynastii

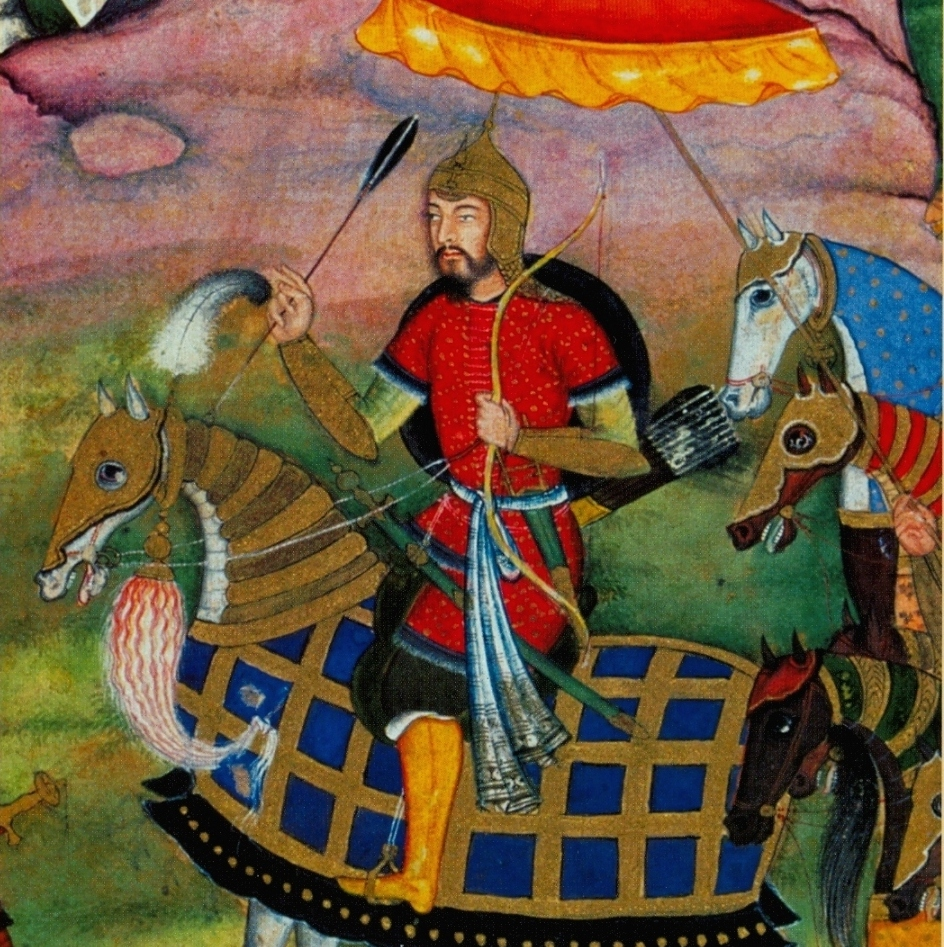
Humajun utracił zdobycze swego ojca, ale pod koniec życia zdołał odzyskać Delhi

Babur zmarł jednak już w 1530 roku nie zdążywszy umocnić i zreorganizować imperium. Jego następcą został jego syn Humajun, przeciw któremu wystąpili możni afgańscy, tworzący elitę pokonanego Sułtanatu Delhijskiego. Jeden z nich, Szer Szah Suri zdołał zorganizować silne państwo w Bengalu i rozpoczął wojnę z Humajunem. Pokonał go  w bitwie pod Ćausą (26 czerwca 1539), po której przyjął tytuł królewski. W początku roku 1540 ruszył na Malwę i tam 17 maja doszło do decydującej bitwy z wojskami Mogoła. Mimo że armia Humajuna była dwukrotnie liczniejsza, nie zdołała stawić czoła dobrze dowodzonym oddziałom Szer Szaha. W ręce zwycięzcy wpadło nie tylko Delhi, ale i cały Pendżab. Humajun musiał udać się na wygnanie.
Szer Szah zreorganizował administrację i gospodarkę imperium, jednak po jego śmierci w 1545 roku jego państwu zabrakło silnej ręki. Wykorzystał to Humajun, który przy pomocy perskiej wrócił do Indii, pokonał następców Szer Szaha i w 1555 odzyskał Delhi. Zmarł rok później, a jego następcą został wychowany na wygnaniu, zaledwie 13-letni syn Dżalal ad-Din Muhammad, który przeszedł do historii pod przydomkiem Akbar, tzn. "Wielki".

### U szczytu potęgi
Śmierć Humajuna o mało nie doprowadziła znów do upadku władzy Mogołów, gdy jego syn musiał uciekać z Delhi. Wkrótce jednak odzyskał stolicę, a jego panowanie rozpoczęło najświetniejszy okres w historii imperium. Kolejnych czterech władców mogolskich rozszerzyło panowanie dynastii najpierw nad północnymi, a później również południowymi Indiami, a także nad ziemiami na zachód od Indii – w walkach z Afganami i Safawidami.

#### Akbar

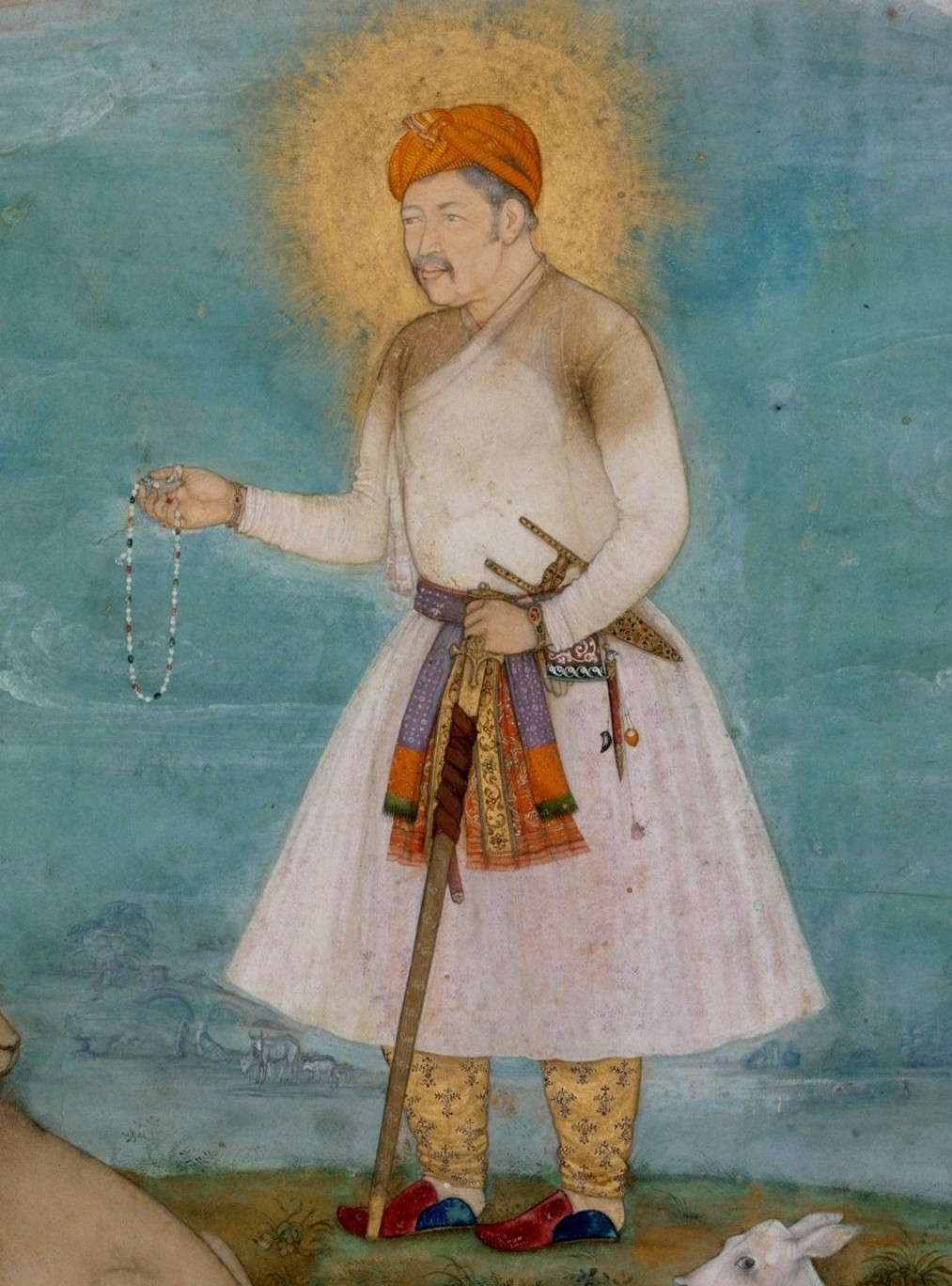
Akbar, uważany za najwybitniejszego władcę dynastii

Długie panowanie Akbara (1556–1605), wnuka Babura przyniosło stabilizację władzy mogolskiej. Władca kontynuował reformy zapoczątkowane przez Szer Szaha: zreorganizował administrację i system oświaty, wprowadził nowy pieniądz, stałe podatki i nadzór nad urzędnikami, by zapobiec korupcji. Akbar odnosił się z tolerancją do niemuzułmańskiej ludności Indii, co nie podobało się ortodoksyjnym muzułmanom. Zniósł podatek dżizja nakładany na innowierców, a z czasem wprowadził pełną tolerancję religijną. Sam zaczął stopniowo wprowadzać na dworze nową, synkretyczną religię din-i-Ilahi, która łączyła cechy islamu, hinduizmu i elementy innych wierzeń, a która była bardziej systemem filozoficznym i postawą, niż wiarą w konkretnie wyobrażonego boga. Nowa religia nie zyskała jednak popularności poza najbliższym kręgiem władcy.
Drogą sojuszy, mieszanych małżeństw i podbojów podporządkował sobie wojownicze księstwa hinduskich Radźputów. Wzmocniło to armię mogolską, która musiała toczyć wojny z wieloma indyjskimi władcami i buntowniczymi możnowładcami. Akbar rozszerzył panowanie mogolskie nad całą północą i uzależnił szereg kolejnych państw.

#### Dżahangir

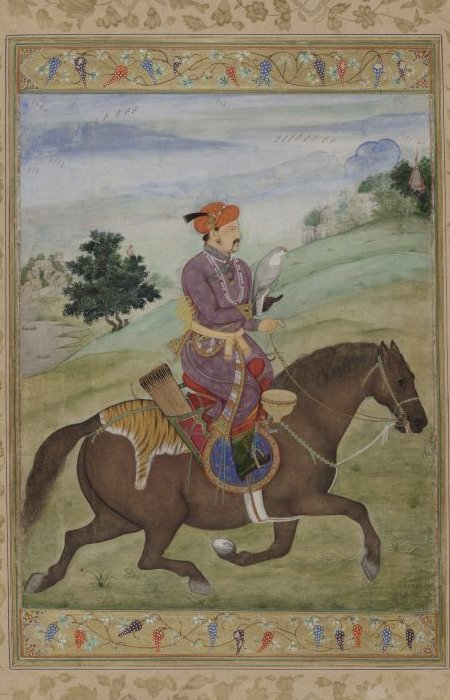
Dżahangir sportretowany konno, z sokołem

Syn i następca Akbara – Dżahangir (1605-1627) porzucił stworzoną przez ojca religię i przywrócił islamowi przodującą rolę w państwie. Starannie wykształcony, władał kilkoma językami, biegle posługiwał się piórem (napisał własną autobiografię), jak i malował miniatury.
W XVII wieku już prawie cały Półwysep Indyjski pozostawał pod władaniem królewskiej dynastii Wielkich Mogołów. Ich scentralizowane rządy i brak poważniejszych zagrożeń zewnętrznych sprawiały, że państwo rozwijało się pomyślnie. Zwłaszcza dzięki wydajnemu rolnictwu, największej w świecie produkcji tekstyliów i intensywnemu handlowi, głównie z regionem Bliskiego Wschodu i Europą.

#### Szahdżahan
Trzeci syn Dżahangira, Shahbuddin Muhammad Churram objął władzę jako Szahdżahan (1628-1658) po pokonaniu swojego młodszego brata, Szahriara Mirzy (1627-28), który chwilowo zdobył władzę w Delhi dzięki poparciu głównej żony zmarłego cesarza Nur Dżahan. 

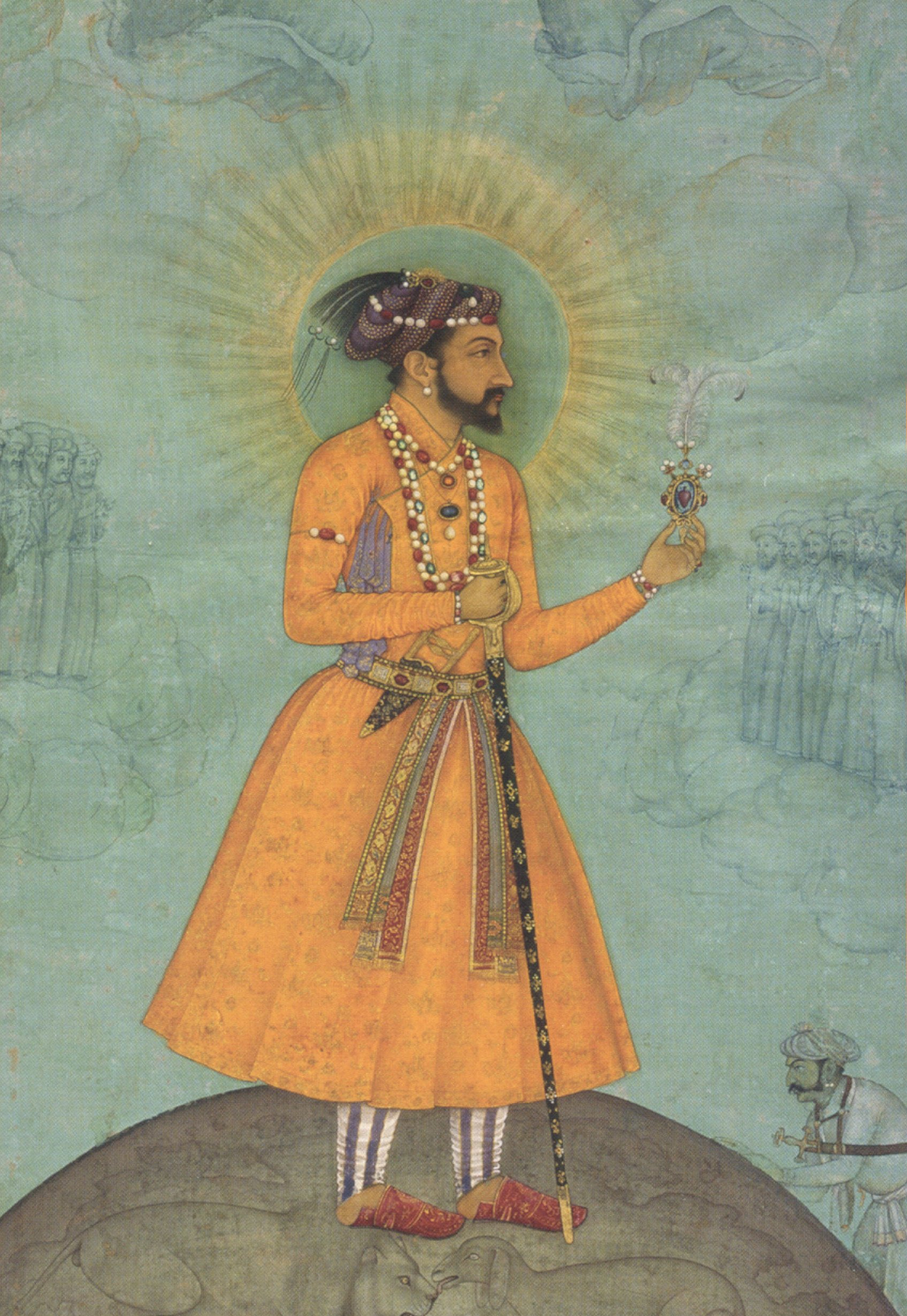
Szahdżahan najbardziej znany był ze swojego uczucia do drugiej żony, Mumtaz Mahal

Choć Szahdżahan wygrał rywalizacje o władzę, nie był ani wielkim wodzem, ani sprawnym administratorem, ale polegał na utalentowanych doradcach, którzy zarządzali imperium. Jego panowanie zapamiętane zostało dzięki mauzoleum Tadź Mahal, które wzniósł na cześć zmarłej, ukochanej żony – Mumtaz Mahal. Pod koniec jego życia rozpoczęła się rywalizacja o władzę między trzema synami cesarza. Wygrał ją trzeci z synów, Aurangzeb, który uwięził ojca (1658) i przejął ster rządów. Szahdżahan zmarł osiem lat po utracie władzy, w roku 1666.

#### Aurangzeb

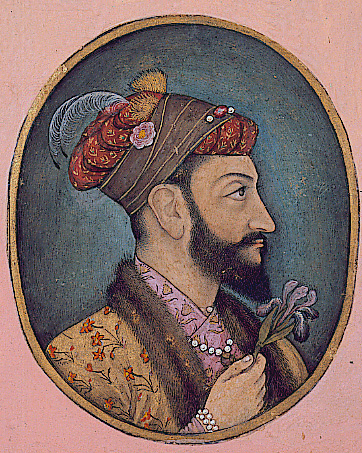
Długie panowanie Aurangzeba upłynęło na licznych wojnach i prześladowaniu innowierców, którzy stanowili większość wśród poddanych cesarza

Następcy Akbara nie kontynuowali jego tolerancyjnej polityki, która zapewniła władzy mogolskiej wsparcia także hinduskich poddanych. Kolejni władcy coraz mocniej podkreślali islamski charakter swej władzy i wypełniali powinności bogobojnego, muzułmańskiego władcy. Najsilniej ta tendencja zarysowała się za panowania Aurangzeba (1658-1707), ostatniego z wybitnych władców mogolskich, który znacząco rozszerzył granice imperium, ale jednocześnie podkopał jego siły w nieustannych wojnach i walce z hindusami. O ile jego pradziadek budował swoją siłę na sojuszu z hinduskimi wojownikami, zwłaszcza z Radźputany, o tyle Aurangzeb z nimi bezustannie walczył. Przy czym na największego rywala państwa Wielkich Mogołów wyrosło założone przez Śiwadźiego w 1674 państwo Marathów.

### Schyłek
Po śmierci Aurangzeba jego rozległe imperium szybko uległo dezintegracji. Wojnę domową wygrał jeden z jego synów znany jako Bahadur Szah I (1707-1712), ale musiał tłumić liczne bunty w różnych obszarach imperium. Bahadur Szah odwołał część z najbardziej restrykcyjnych zarządzeń religijnych ojca i usiłował zreformować administrację. Był ostatnim władcą, który potrafił jeszcze utrzymać jedność państwa, jednak zmarł zaledwie 5 lat po objęciu władzy, a wojna domowa, jaka wybuchła pomiędzy pretendentami do tronu spowodowała, że wiele prowincji się uniezależniło. Wkrótce Wielcy Mogołowie kontrolowali jedynie okolice Delhi, a dalsze prowincje tylko nominalnie uznawały zwierzchnictwo kolejnych cesarzy. W 1739 roku Indie najechał irański władca Nadir Szah, który pokonał znacznie liczniejszą armię mogolską w bitwie pod Karnalem, zdobył i złupił Delhi. Do wielkiej roli w Indiach w połowie XVIII wieku doszło imperium Marathów, które zagarnęło większość ziem dawnego cesarstwa mogolskiego i opanowało Delhi. Coraz większą rolę odgrywali Europejczycy, zwłaszcza Brytyjczycy. Po pokonaniu Marathów (1818) to oni objęli kuratelę nad Delhi i podupadłą dynastią. Ostatecznie usunęli ostatniego, pozbawionego władzy cesarza w 1857 roku, a tytuł cesarzowej Indii nadali brytyjskiej królowej Wiktorii.

## Kultura w państwie

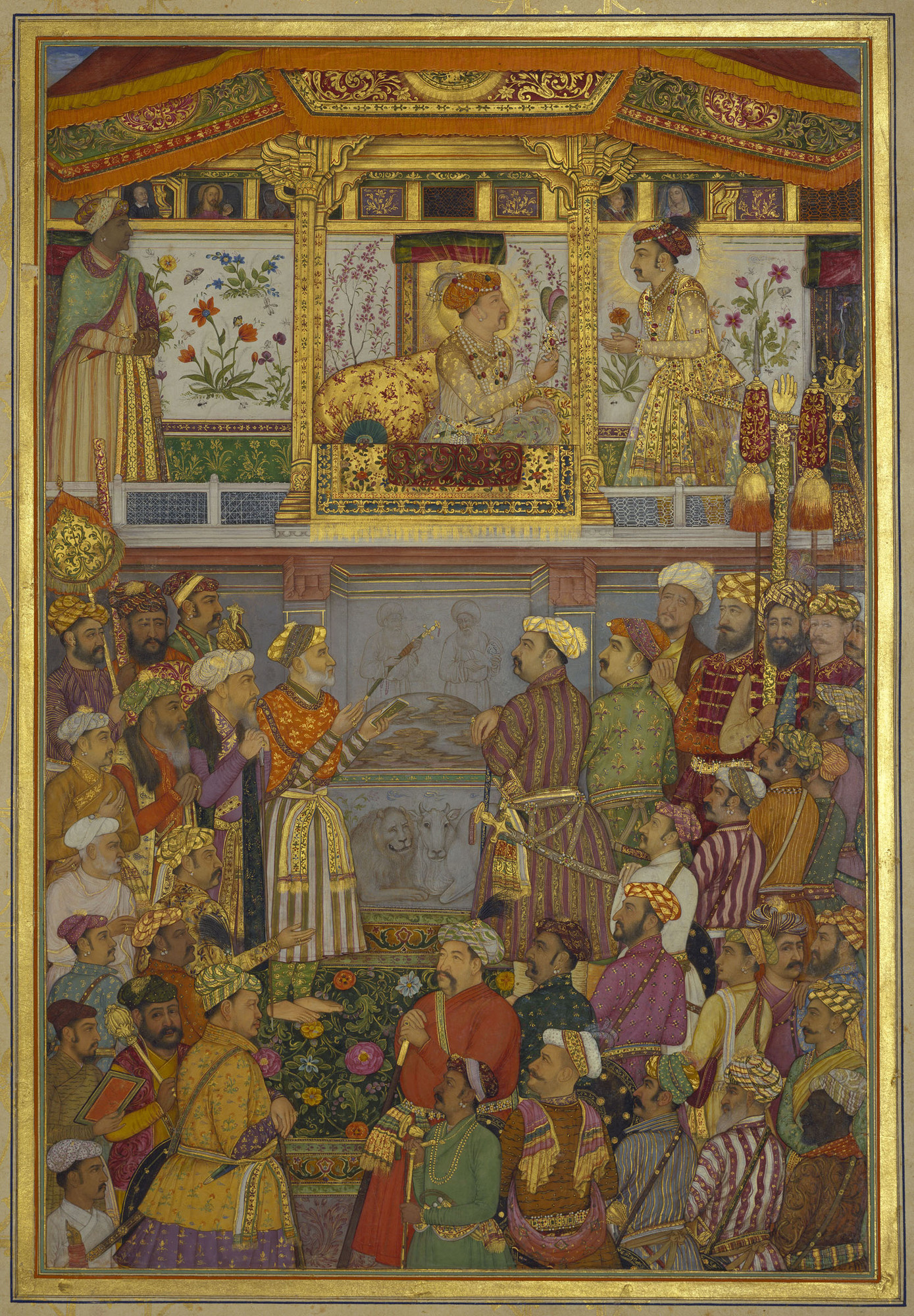
W czasach potęgi imperium rozkwitła sztuka i architektura. Powyższa miniatura z połowy XVII wieku przedstawia cesarza Dżahangira i jego syna, księcia Churrama

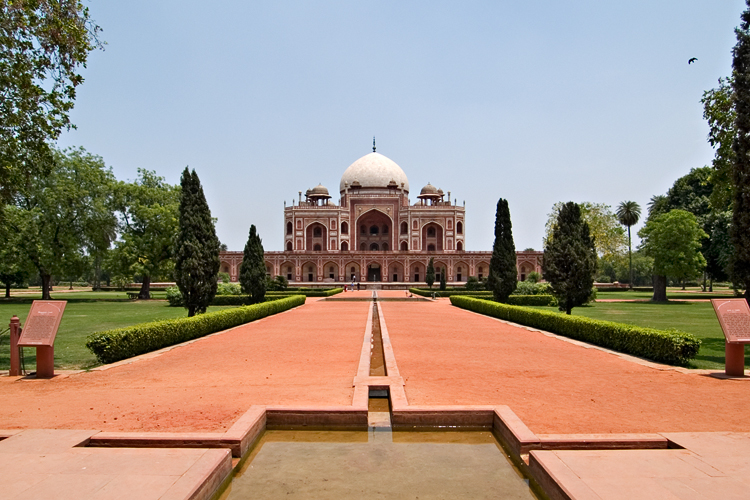
Architektura mogolska w Delhi – mauzoleum Humajuna (drugiego władcy z dynastii)

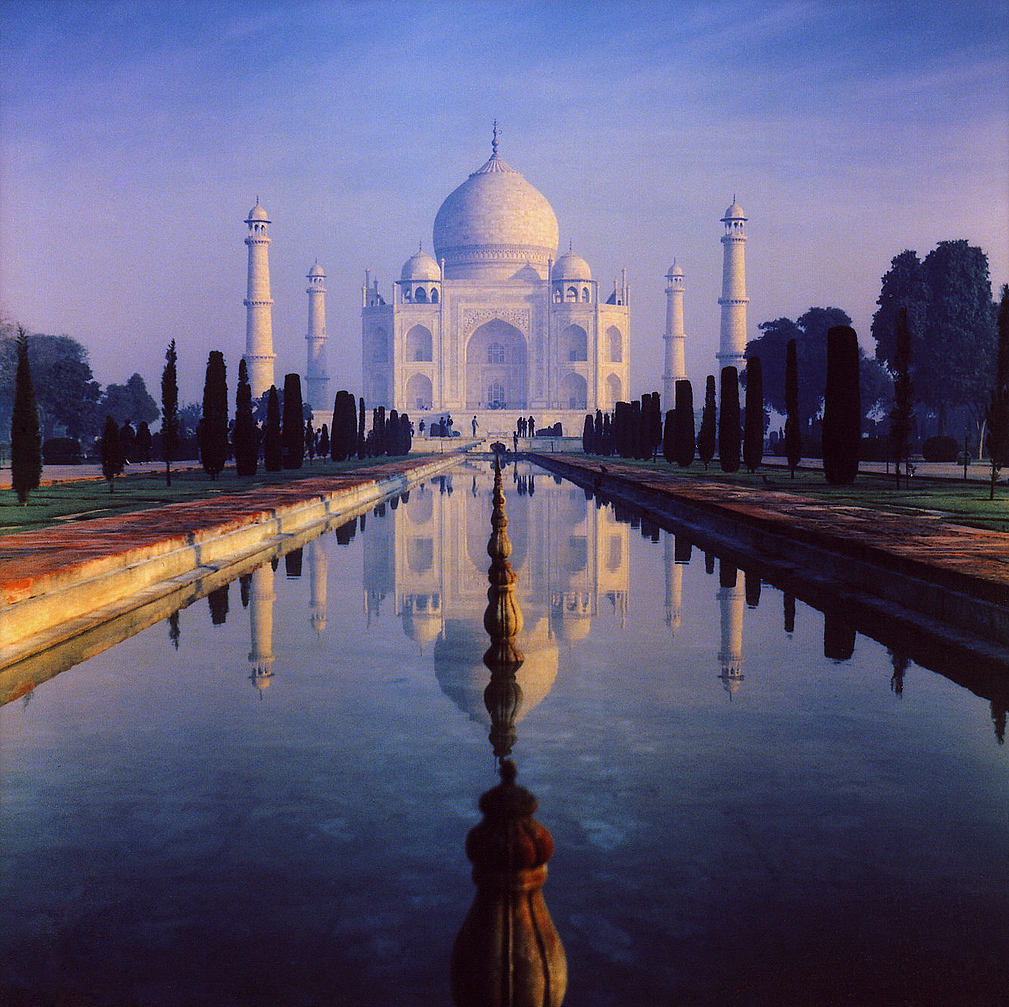
Najsłynniejszy pomnik epoki mogolskiej, niezrównana perła architektury – Tadź Mahal

Na kulturę państwa Wielkich Mogołów ogromny wpływ miała kultura perska. Jeszcze przed faktycznym podporządkowaniem północy Indii przez dynastię Babura architektura perskich Timurydów w Samarkandzie i Heracie miała swój udział w architekturze wokół Delhi. Jedną z osób, które przyczyniły się do rozwoju kultury w Indiach, był Humajun, który podczas wygnania, przesiedziawszy na dworze szacha Persji dziesięć lat, zdobył wiedzę o kulturze i architekturze perskiej. Kiedy wraz ze swoim wojskiem w 1555 roku zdobył skrawek ziemi indyjskiej wokół Delhi, przywiózł wraz z sobą na tereny podbite dwóch słynnych perskich mistrzów miniatury, którzy wprowadzili tamtejszych artystów w arkana tej sztuki. Wpływ sztuki perskiej nie skończył się jednak wraz z upadkiem Humajuna, bo już pierwsi cesarze z dynastii Mogołów dopełnili dzieła, a język perski stał się językiem urzędowym, a nawet administracyjnym. Za ich panowania powstało wiele imponujących budowli, głównie sakralnych, o monumentalnej architekturze, łączącej style i ornamentykę budownictwa hinduskiego i muzułmańskiego. Najsłynniejszą z nich jest grobowiec Tadź Mahal w Agrze, zbudowany przez Szahdżahana.
Chociaż Imperium Mogołów było państwem zamieszkanym głównie przez Hindusów rządzonym przez mniejszość muzułmańską to jednak z uwagi na panującą większość czasu tolerancje religijną nie przeszkadzało to Hindusom docierać do wyższych stanowisk rządowych lub wojskowych. Muzułmanie stanowili około 15% populacji państwa.

## Kontakty z Europejczykami
Handel z Europą rozpoczął się w XVI wieku po odkryciu w 1498 roku przez Vasco da Gama drogi morskiej wokół Afryki do Indii. Wtedy też dla Portugalczyków rozpoczęła się penetracja Indii pod kątem handlowym. Szczęśliwie dla nich żadne z tamtejszych państw pojedynczo nie było wystarczająco silne, żeby pokonać przybyszów i zagwarantować sobie bezpieczeństwo. Po 1498 roku Portugalczycy zdobyli w Indiach i ufortyfikowali port Goa (1510), co dało im silną pozycję, kiedy powstały w tym regionie dwa inne silne państwa.
Nawet Imperium Osmańskie wysłało trzy potężne ekspedycje na wody Oceanu Indyjskiego (w 1538, 1551 i 1587), ale wszystkie zakończyły się porażką – Portugalczycy utwierdzili swoją pozycję w Indiach. Dopiero imperium Mogołów, które zostało założone w 1526 roku w północnej części Indii przez władcę Babura, było potencjalne groźniejsze, bo leżało bliżej pozycji portugalskich, ale Wielcy Mogołowie nie przejawiali szczególnego zainteresowania panowaniem na morzach. Traktowali swoje imperium jako potęgę o charakterze lądowym. Dostęp do morza, w Suracie, zdobyli dopiero w latach siedemdziesiątych XVI wieku.
W XVII wieku w Indiach, wzdłuż całego wybrzeża subkontynentu, istniało już także wiele faktorii holenderskich, francuskich i angielskich, co złamało monopol Portugalczyków. Konkurowały one między sobą o prymat w intratnej wymianie handlowej z Europą. Zdecydowanie na pierwszym miejscu w tej walce konkurencyjnej uplasowała się z biegiem czasu Anglia, dzięki działalności Kompanii Wschodnioindyjskiej, utworzonej w 1600 roku specjalnie dla handlu z Indiami. Wysłano nawet na dwór w Agrze sir Thomasa Roe’a, reprezentanta Jakuba I w latach 1615–1618, lecz dopiero zmierzch potęgi Mogołów w XVIII wieku umożliwił Kompanii Wschodnioindyjskiej zdobycie znaczących przywilejów handlowych w Indiach.
Europejscy kupcy najchętniej kupowali w Indiach pieprz, cynamon, imbir, indygo, bawełnę, ryż, cukier trzcinowy, herbatę, tekstylia i opium.

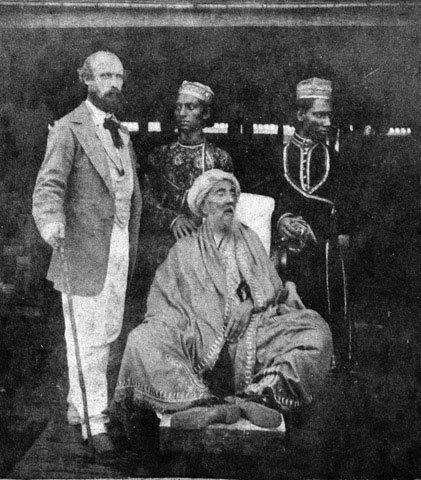
Ostatni władca Mogołów Bahadur Szah II razem z synami, 1859

## Lista władców
- Zahir ad-Din Babur (1526–1530)
- Nasir ad-Din Humajun (1530–1540, 1555–1556)
- Dżalal ad-Din Akbar (Akbar Wielki) (1556–1605)
- Nur ad-Din Dżahangir (1605–1627)
- Ghijas ad-Din Szahdżahan (1627–1658)
- Aurangzeb Alamgir I (1658–1707)
- Bahadur Szah I (Szah Alam I) (1707–1712)
- Dżahandar Szah (1712–1713)
- Furrukhsiyar (1713–1719)
- Rafi Ul-Darjat Szahdżahan II (1719)
- Rafi Ud-Daulat (1719)
- Nikusiyar (1719)
- Muhammad Ibrahim (1720)
- Muhammad Szah (1719–1748)
- Ahmad Szah Bahadur (1748–1754)
- Alamgir II (1754–1759)
- Szahdżahan III (1759-1760)
- Szah Alam II (1760–1806)
- Akbar Szah II (1806–1837)
- Bahadur Szah II (Bahadur Szah Zafar) (1837–1857), obalony przez Brytyjczyków.